# Бріє (Мерт і Мозель)
Бріє́ (фр. Briey) — колишній муніципалітет у Франції, у регіоні Гранд-Ест, департамент Мерт і Мозель. Населення — 5730 осіб (2011).
Муніципалітет був розташований на відстані близько 270 км на схід від Парижа, 23 км на північний захід від Меца, 65 км на північ від Нансі.

## Історія
До 2015 року муніципалітет перебував у складі регіону Лотарингія. Від 1 січня 2016 року належав до нового об'єднаного регіону Гранд-Ест.
1 січня 2017 року Бріє, Манс i Мансьєль було об'єднано в новий муніципалітет Валь-де-Бріє.

## Демографія
Динаміка населення (INSEE ):
Розподіл населення за віком та статтю (2006):
| Стать | Всього | До 15 років | 15-24 | 25-44 | 45-64 | 65-85 | Понад 85 |
| --- | ------ | ----------- | ----- | ----- | ----- | ----- | -------- |
| Чоловіки | 2437   | 441         | 413   | 702   | 616   | 257   | 8        |
| Жінки | 2660   | 410         | 381   | 712   | 667   | 397   | 93       |
| \| Статево-вікова піраміда \| Статево-вікова піраміда \| Статево-вікова піраміда \| \| ----------------------- \| ----------------------- \| ----------------------- \| \| Чоловіки \| Вік \| Жінки \| \| 8 \| 85 + \| 93 \| \| 41 \| 80-84 \| 94 \| \| 53 \| 75-79 \| 98 \| \| 82 \| 70-74 \| 119 \| \| 81 \| 65-69 \| 86 \| \| 93 \| 60-64 \| 126 \| \| 121 \| 55-59 \| 139 \| \| 193 \| 50-54 \| 209 \| \| 209 \| 45-49 \| 193 \| \| 166 \| 40-44 \| 226 \| \| 174 \| 35-39 \| 171 \| \| 189 \| 30-34 \| 163 \| \| 173 \| 25-29 \| 152 \| \| 208 \| 20-24 \| 204 \| \| 205 \| 15-20 \| 177 \| \| 144 \| 10-14 \| 160 \| \| 125 \| 5-9 \| 105 \| \| 172 \| 0-4 \| 145 \| |        |             |       |       |       |       |          |
| Статево-вікова піраміда |        |             |       |       |       |       |          |
| Чоловіки | Вік    | Жінки       |       |       |       |       |          |
| 8 | 85 +   | 93          |       |       |       |       |          |
| 41 | 80-84  | 94          |       |       |       |       |          |
| 53 | 75-79  | 98          |       |       |       |       |          |
| 82 | 70-74  | 119         |       |       |       |       |          |
| 81 | 65-69  | 86          |       |       |       |       |          |
| 93 | 60-64  | 126         |       |       |       |       |          |
| 121 | 55-59  | 139         |       |       |       |       |          |
| 193 | 50-54  | 209         |       |       |       |       |          |
| 209 | 45-49  | 193         |       |       |       |       |          |
| 166 | 40-44  | 226         |       |       |       |       |          |
| 174 | 35-39  | 171         |       |       |       |       |          |
| 189 | 30-34  | 163         |       |       |       |       |          |
| 173 | 25-29  | 152         |       |       |       |       |          |
| 208 | 20-24  | 204         |       |       |       |       |          |
| 205 | 15-20  | 177         |       |       |       |       |          |
| 144 | 10-14  | 160         |       |       |       |       |          |
| 125 | 5-9    | 105         |       |       |       |       |          |
| 172 | 0-4    | 145         |       |       |       |       |          |

## Економіка
2010 року серед 3705 осіб працездатного віку (15—64 років) 2716 були активними, 989 — неактивними (показник активності 73,3%, у 1999 році було 72,3%). З 2716 активних мешканців працювало 2370 осіб (1215 чоловіків та 1155 жінок), безробітними було 346 (180 чоловіків та 166 жінок). Серед 989 неактивних 374 особи були учнями чи студентами, 262 — пенсіонерами, 353 були неактивними з інших причин.

У 2010 році в муніципалітеті числилось 2420 оподаткованих домогосподарств, у яких проживали 5376,5 особи, медіана доходів виносила 18 572 євро на одного особоспоживача